# Oxythecta acceptella
Espèce
Oxythecta acceptella est une espèce d'insectes lépidoptères qui appartient à la famille des Oecophoridae.
On le trouve en Australie.
Il a une longueur d'environ 1 cm.

## Galerie

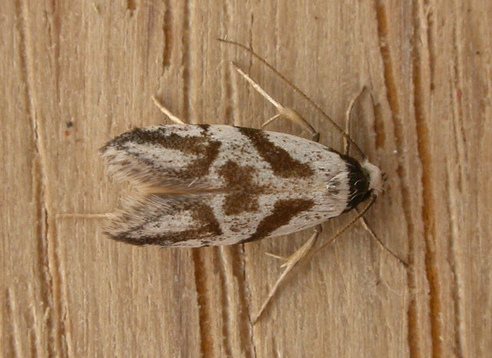
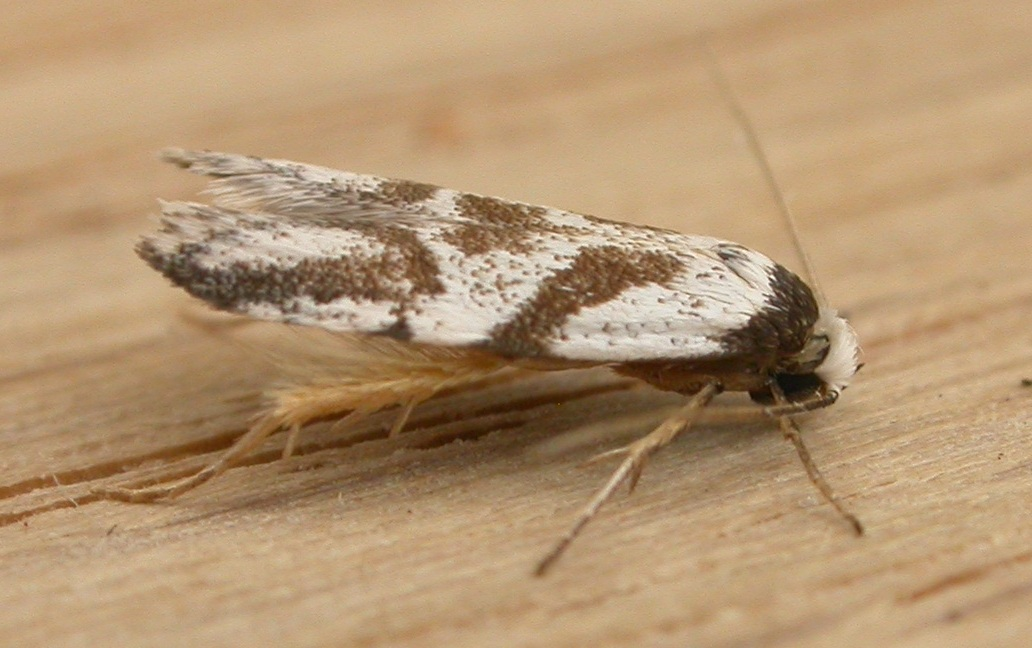

## Synonymes
- Oecophora acceptella
- Cryptolechia abstersella
- Oecophora connexella